# Martín Ferreiro y Peralta

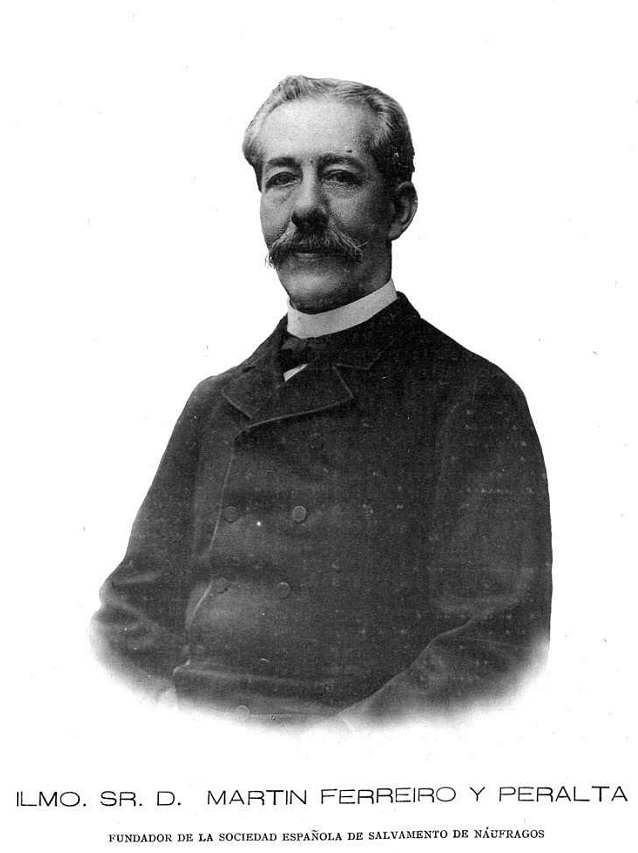
Retrato de Martín Ferreiro en El Mundo Naval Ilustrado.

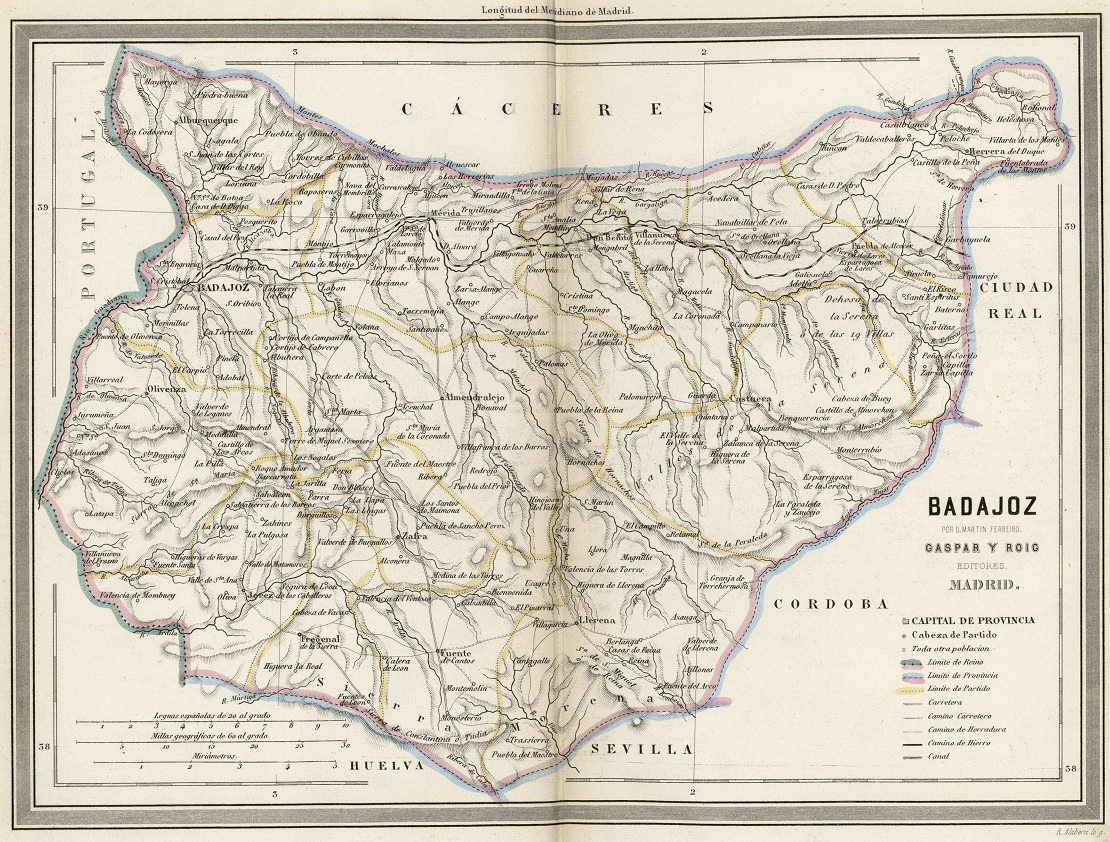
Mapa de Martín Ferreiro y Peralta de la provincia de Badajoz, 1864.

Martín Ferreiro y Peralta (1830-1896) fue un geógrafo y cartógrafo español del siglo xix.

## Biografía
Nació en Madrid el 10 de marzo de 1830. Secretario del Instituto Geográfico y Estadístico y de la Sociedad Geográfica de Madrid, fue individuo correspondiente de la Real Academia de la Historia. Cercano al geógrafo Francisco Coello, fue uno de los comisionados en la elaboración del Atlas de España y sus posesiones de Ultramar. En 1880 fue fundador de la Sociedad Española de Salvamento de Náufragos. Fue autor de numerosos libros y opúsculos relativos a los progresos de la ciencia geográfica, entre los que se encuentra la publicación en 1864 de un Diccionario marítimo español, junto a José de Lorenzo y Gonzalo de Murga. Colaborador de publicaciones periódicas como Boletín de la Sociedad Geográfica, Revista de Navegación y Comercio y La Ilustración Española y Americana, falleció el 5 de abril de 1896.